# Acajou des Antilles
Cet article possède un paronyme, voir Mahogany.
Espèce
Statut de conservation UICN

 NT  : Quasi menacé
Statut CITES
Swietenia mahagoni, l’acajou des Antilles, est une plantes à fleurs de la famille des Meliaceae. C'est un arbre originaire de l’archipel des Antilles et de Floride connu pour son bois précieux. Il peut aussi être dénommé acajou de Cuba.

## Description
- Grand arbre au tronc épais
- Fleurs blanches en petites panicules corymbiformes, situées à l'extrémité des feuilles,
- Fruits larges, pyriforme, s'ouvrant de bas en haut en 5 valves ligneuses[1].

## Répartition
Swietenia mahagoni est présent dans les Antilles, à Cuba, en Jamaïque, à Saint-Domingue, ainsi qu'en Floride. Il est introduit dans d'autres pays.

## Conservation
Cet arbre a été lourdement exploité aux XVIIIe et XIXe siècles pour l'exportation de son bois (particulièrement en Europe) pour la construction navale et la réalisation de meubles de qualité. Il est aujourd'hui en voie de disparition dans son habitat naturel. Il n'est cependant pas rare comme arbre d'ornement ou de plantation sylvicole dans beaucoup de pays du monde

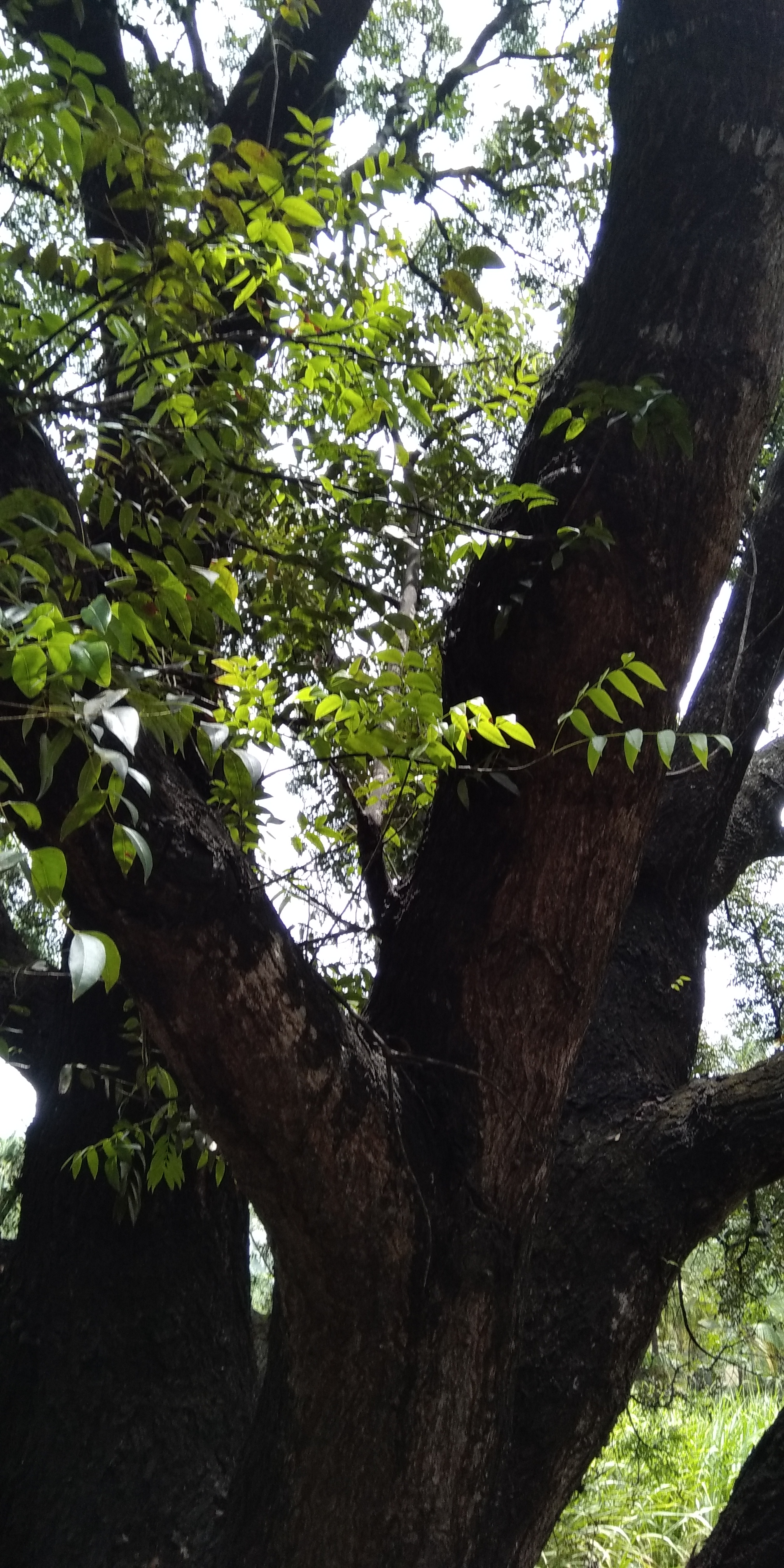
Tronc et feuillages.
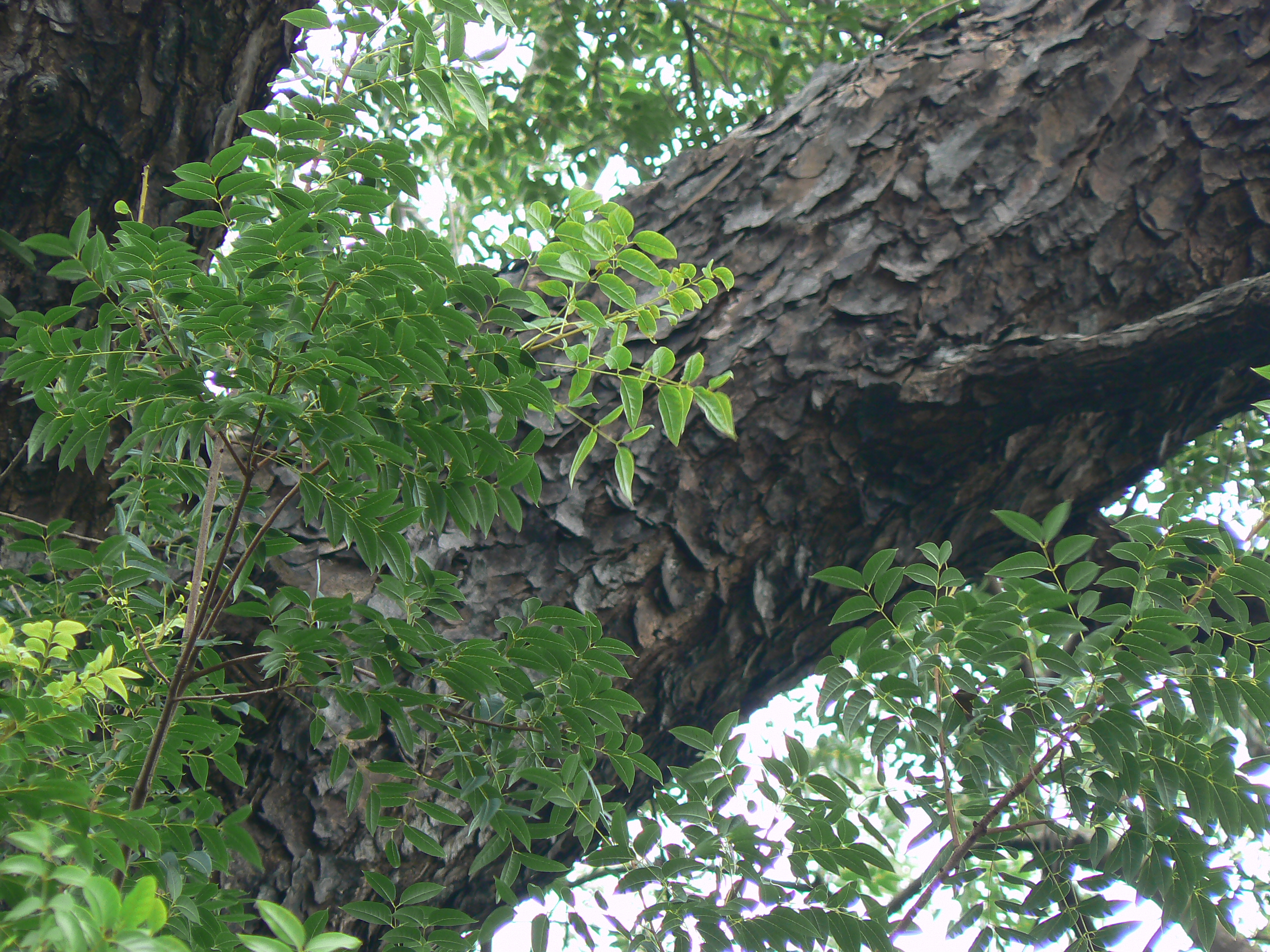
Détail du tronc.
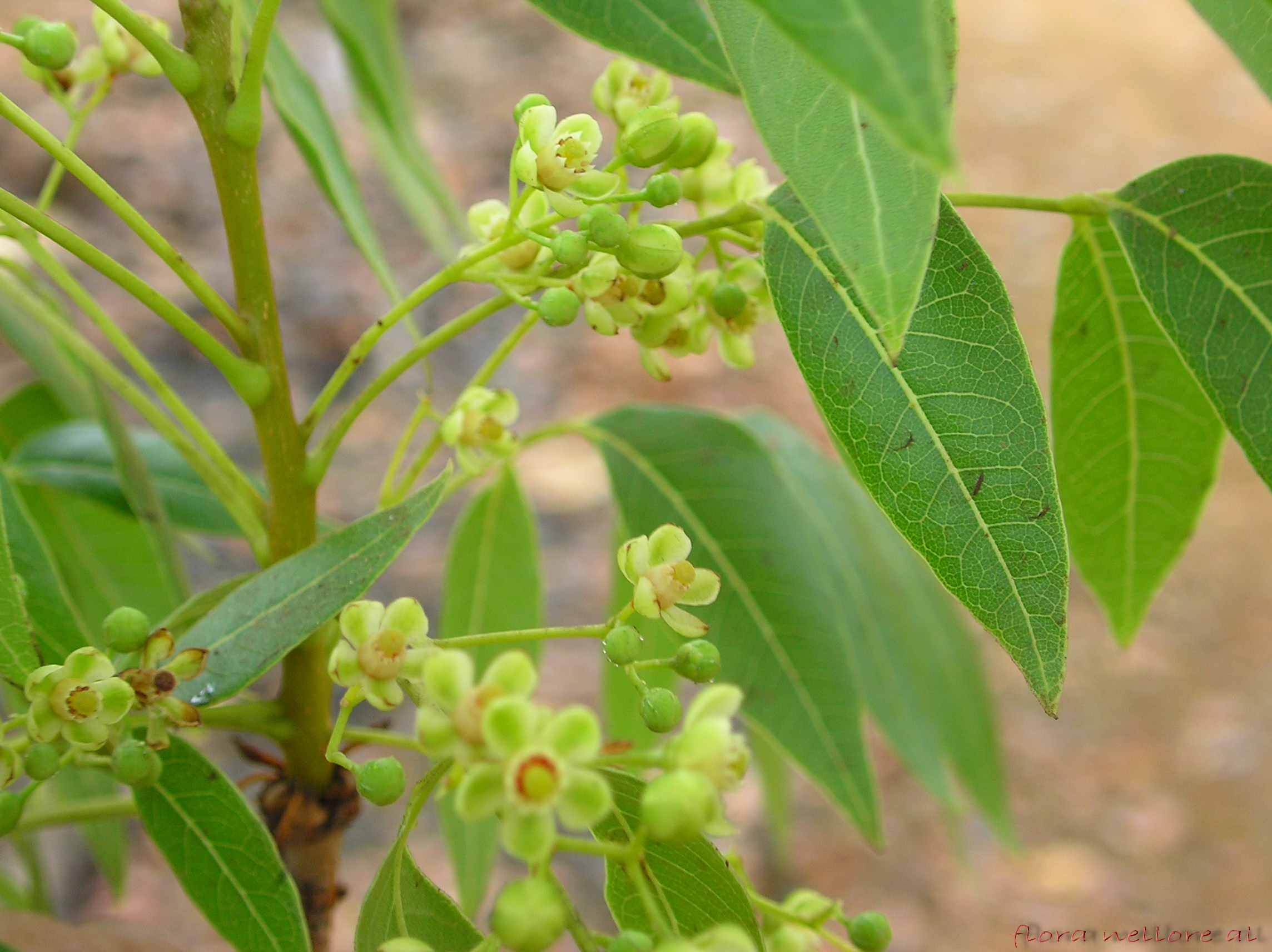
Inflorescence.
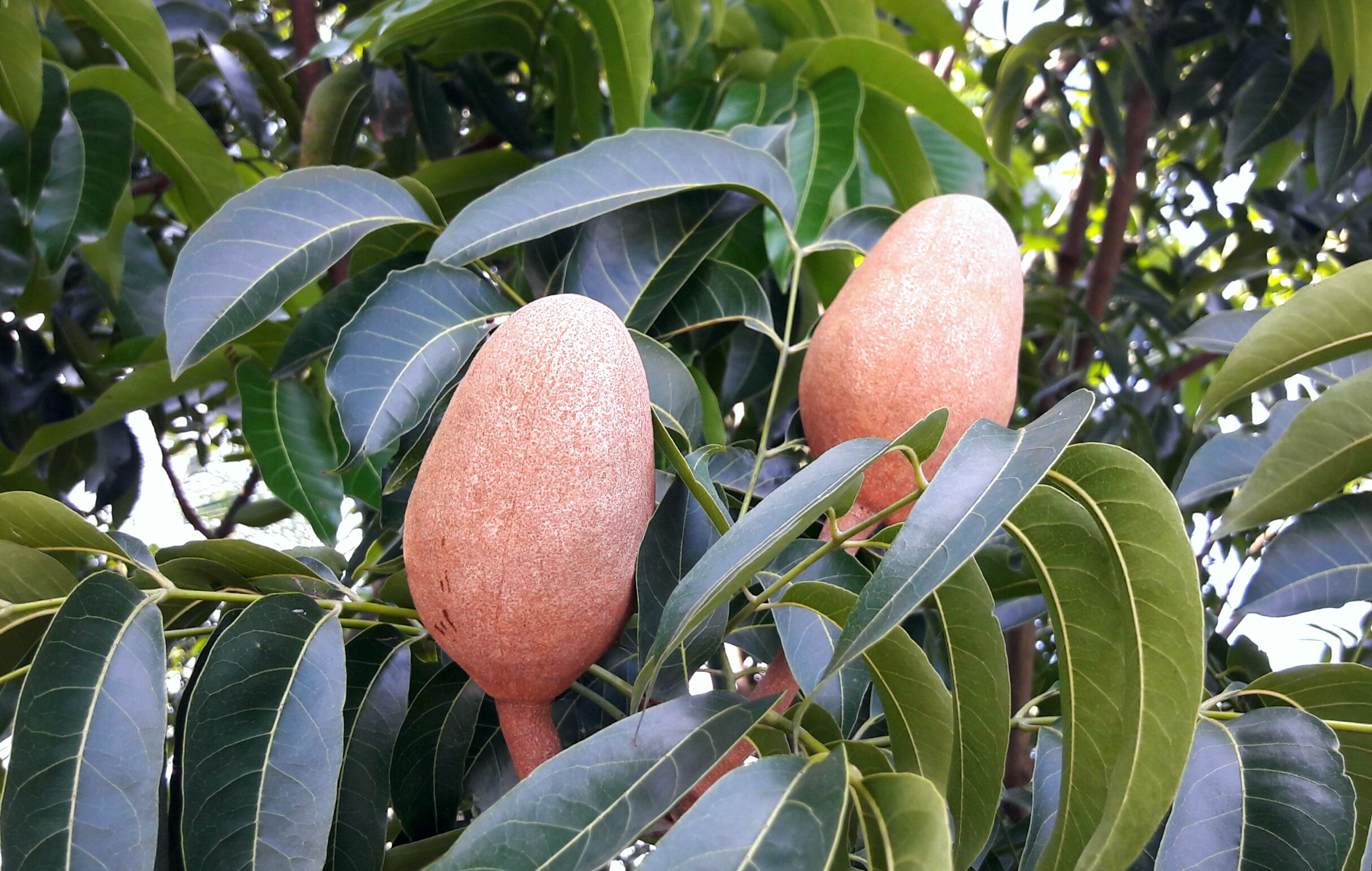
Fruit: Pomme d'acajou.